# Sinpyeong-myeon, Uiseong-gun
Sinpyeong-myeon (koreanska: 신평면)  är en socken i kommunen Uiseong-gun i provinsen Norra Gyeongsang i den centrala delen av Sydkorea, 180 km sydost om huvudstaden Seoul.